# خوزه ماریا اولازابال

## زندگی شخصی و حرفه ای
خوزه ماریا اولازابال یک گلف باز ماهر اسپانیایی است او در سال ۱۹۶۶ در منطقه خودمختار باسک اسپانیا متولد شد.
او درسن ۱۸ سالگی به عنوان یک تازه‌کار در مسابقات British Amateur Championship برنده شد.
او در سال ۱۹۸۶ مسابقات حرفه‌ای خود را شروع کرد
او در کارنامهٔ ورزشی خود ۷ قهرمانی غیر حرفه‌ای و ۳۰ قهرمانی حرفه‌ای دارد.

## پیروزی در مسابقات PGA
1. مسابقات جهانی NFC گلف ۱۹۹۰

۲.مسابقات جهانی گلف ۱۹۹۱
۳. مسابقات حرفه‌ای گلف ۱۹۹۴
۴. مسابقات جهانی NFC گلف ۱۹۹۴
۵. مسابقات حرفه‌ای گلف ۱۹۹۹